# Taiwanfnittertrast
Taiwanfnittertrast (Trochalopteron morrisonianum) är en fågel i familjen fnittertrastar inom ordningen tättingar. Den förekommer endast i bergstrakter på Taiwan. Beståndet anses vara livskraftigt.

## Utseende
Taiwanfnittertrasten är en rätt stor (25–28 cm) mörkt rostbrun och grå fnittertrast med gröngul vingspegel, vitt mustaschstreck och svag vit fjällning på ovansida och bröst. På huvudet syns även grå hjässa, ett långt vitt ögonbrynsstreck, brunt på ansikte och haka samt grå fjäderkanter på nackfjädrarna som skapar en fjälligt effekt. Buken är grå, undergumpen kastanjebrun och vingar och stjärt blågrå. Ögat är brunsvart, näbben gul och benen skärbruna. Könen är lika.

## Läte
Sången är melodisk och klingande, enkel men behaglig. Vidare hörs mjuka kontaktläten samt hårda och visslande varningsläten.

## Utbredning och systematik
Fågeln förekommer i bergsskogar i Taiwan. Den behandlas som monotypisk, det vill säga att den inte delas in i några underarter.

### Släktestillhörighet
Tidigare inkluderas arterna i Trochalopteron i Garrulax, men genetiska studier har visat att de är närmare släkt med exempelvis prakttimalior (Liocichla) och sångtimalior (Leiothrix).

## Levnadssätt
Taiwanfnittertrasten hittas i buskage, bambusnår och hyggeskanter. Den påträffas i bergstrakter på mellan 1800 och 3300 meters höjd, vintertid ibland ner till 1000 meter. Födan består av insekter, bär, frön och kronblad. Den kan också ses födosöka vid sophögar.

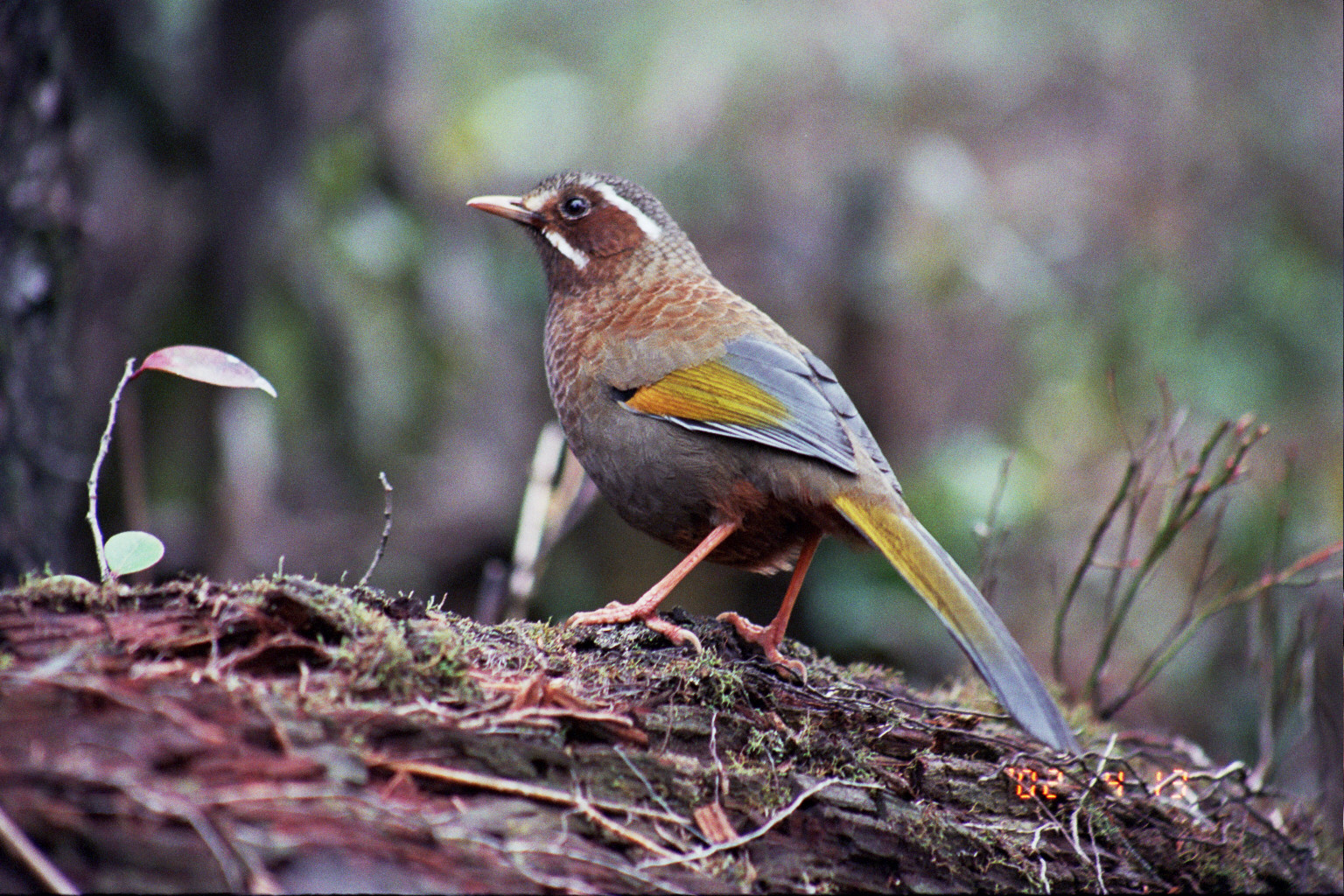

### Häckning
Fågeln häckar från mars till augusti. Det skålformade boet görs av gräs och rötter och placeras i en buske eller högt gräs, ungefär 1,2 meter ovan mark. Däri lägger den två ägg.

## Status och hot
Arten har ett begränsat utbredningsområde, men beståndet tros vara stabilt. Internationella naturvårdsunionen IUCN listar arten som livskraftig (LC).

## Namn
Fågelns vetenskapliga artnamn syftar på Taiwans högsta berg Mt. Morrison (Yü Shān eller Hsin Kao Shān), i sig döpt efter en amerikansk marinkårskapten som siktade berget 1857.